# National Association of Broadcasters
La National Association of Broadcasters (Associació Nacional de Radiodifusores o NAB, per les seves sigles en anglès) és una associació comercial i un lobby que representa els interessos de les emissores de ràdio i televisió comercials i no comercials als Estats Units. Amb seu a Washington, NAB representa a més de 8300 estacions terrestres de ràdio i televisió, així com a les xarxes de transmissió.
La NAB es va fundar com l'Associació Nacional de Radiodifusores de Ràdio (NARB per les seves sigles en anglès) a l'abril de 1923 a Chicago. El fundador i primer president de l'associació va ser Eugene F. McDonald Jr., qui també va llançar la corporació Zenith. En 1951 va canviar el seu nom a l'Associació Nacional de Radiodifusores de Televisió i Ràdio (NARTB per les seves sigles en anglès) per incloure a la indústria de la televisió. En 1958 va adoptar el seu nom actual.